# هلگی هاندینگزبان

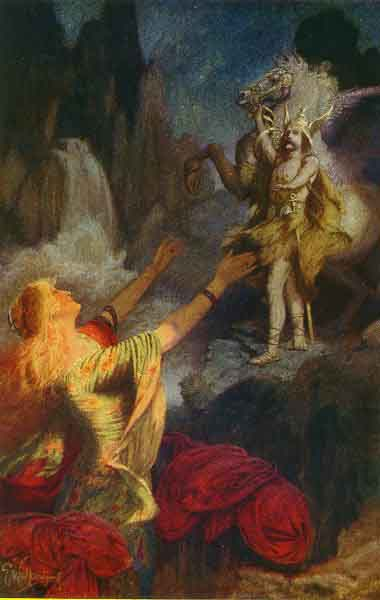
بازگشت هلگی به والهالا.

هلگی هاندینگزبان نام پهلوانی در یکی از فصل‌های چرخه ولسونگ، که به دنبال داستان مشابهی در دو شعر ادای شاعرانه - هلگاکویتا هوندینگس بانا یک و دو «Helgakviða Hundingsbana I & II» است. مرگ هلگی در دومین شعر ادا ظاهر شده‌است، اما اسنوری استورلوسون در ادای منثور از شخصیت هلگی چشم‌پوشی کرده‌است. هلگی به معنای «مقدس» نام چندین شخصیت در اساطیر و افسانه‌های اسکاندیناوی به شمار می‌رود که یا پادشاه، شاهزاده یا پهلوان بودند. از این تعداد تنها دو تن از آنان به صورت گسترده در اساطیر اسکاندیناوی نقش دارند. اولین هلگی فرزند زیگموند (هلگی هاندینگزبان یا هلگی زیگموندارسان) و دومین هلگی پسر هیوروارد است. این دو شخصیت نباید با یکدیگر اشتباه گرفته شوند. هلگی هیورواردسان نام پهلوانی در شعر دیگری از مجموعهٔ ادای شاعرانه به نام هلگاکویتا هیورواردسونار است.

## دوران جوانی و کسب لقب‌ها
هلگی پسر زیگموند و بورگیلد بود و بدین سبب با نام هلگی زیگموندارسان نامیده می‌شد. او برادر هاموند بود و همانند برادران ناتنی دیگرش سین‌فوتلی و زیگفرید، به عنوان یکی از ولسونگ‌ها (نوادگان ولسونگ) به شمار می‌رفت. او در برالوند، سرزمین مادر خود به دنیا آمد. برالوند در نزدیکی هیمین‌فل، کوهی که آبشاری از آن سرازیر می‌شد واقع بود. نورن‌ها به زیگموند گفتند که هلگی تبدیل به بزرگترین پادشاه خواهد شد. در سن پانزده سالگی، برای گرفتن انتقام پدرش در پی نبردی با هاندینگ، پادشاه زاکسن‌ها را کشت و به او لقب هاندینگزبان دادند. سپس در نبردی دیگر بر چهار پسر هاندینگ به نام‌های آلف، ایولف، هروارد و هاگبارد غلبه کرد و از این رو با نام «هاندینگز بین» شناخته شد. مرگ این چهار برادر دلیلی شد که یکی دیگر از پسران هاندینگ، به نام لینگی (یا لینگوی)، با زیگموند، و بعدها با زیگفرید وارد جنگ شود.

## نبردها

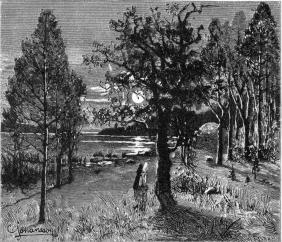
هلگی هاندینگزبان

هلگی به نبردهای خود ادامه می‌داد تا اینکه در یکی از روزها هنگامی که بر روی عرشه کشتی بزرگش ایستاده بود، توسط والکیری به نام زیگرون دیده شد. زیگرون دختر هوگنی، شاه اوسترگوتلاند بود و سوار بر اسبی در آسمان و بر روی دریا پرواز می‌کرد. او هلگی را در آغوش گرفت و بوسید و او بلافاصله شیفتهٔ زیگرون شد. اما پدرش قصد داشت او را به ازدواج با هوث‌براد، پسر گرن‌مار شاه سودرمانلاند درآورد. چنین شد که هلگی با جمع‌آوری لشگری به قلمرو پادشاهی گرن‌مار حرکت کردند. در این نبرد هلگی و برادرش سین‌فوتلی با هوگنی، پسرش دَگ، گرن‌مار و تمام پسرانش به نبرد پرداختند. همه به غیر از هلگی، سین‌فوتلی و پسر جوان هوگنی، دگ در این جنگ کشته شدند. سپس زیگرون و هلگی با هم ازدواج کردند و صاحب چندین فرزند شدند.